# San Ramón (Nicarágua)
San Ramón é um município da Nicarágua, situado no departamento de Matagalpa. Tem 424 km² de área e sua população em 2020 foi estimada em 39.682 habitantes.